# Villa Maria

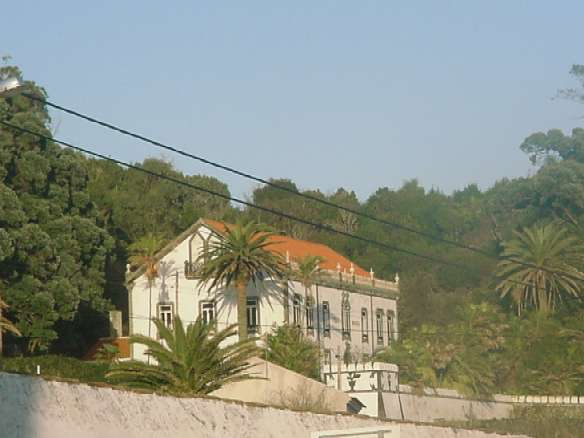
Villa Maria, Angra do Heroísmo.

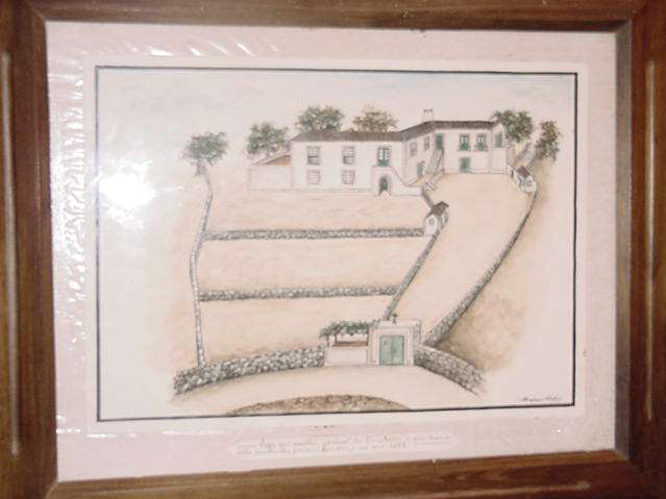
Villa Maria: iconografia de seu primitivo aspecto.

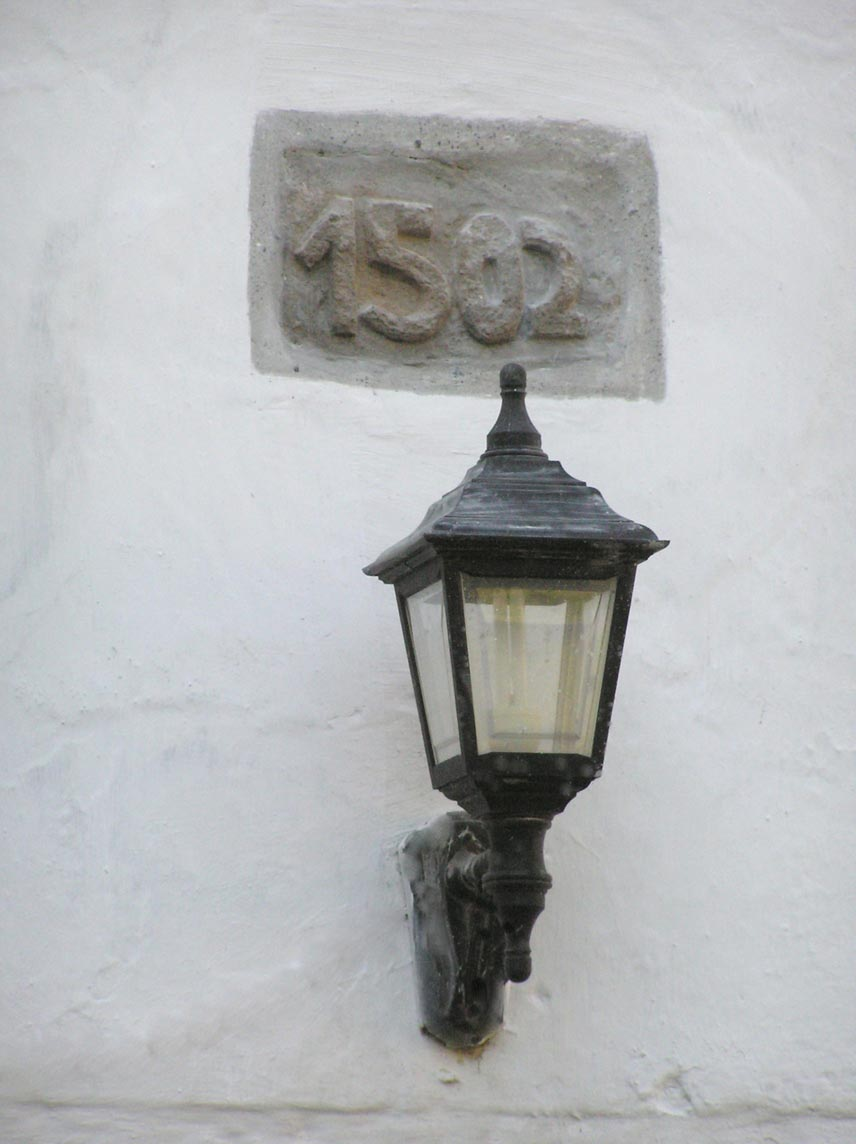
Villa Maria: epigrafia com a data de 1502.

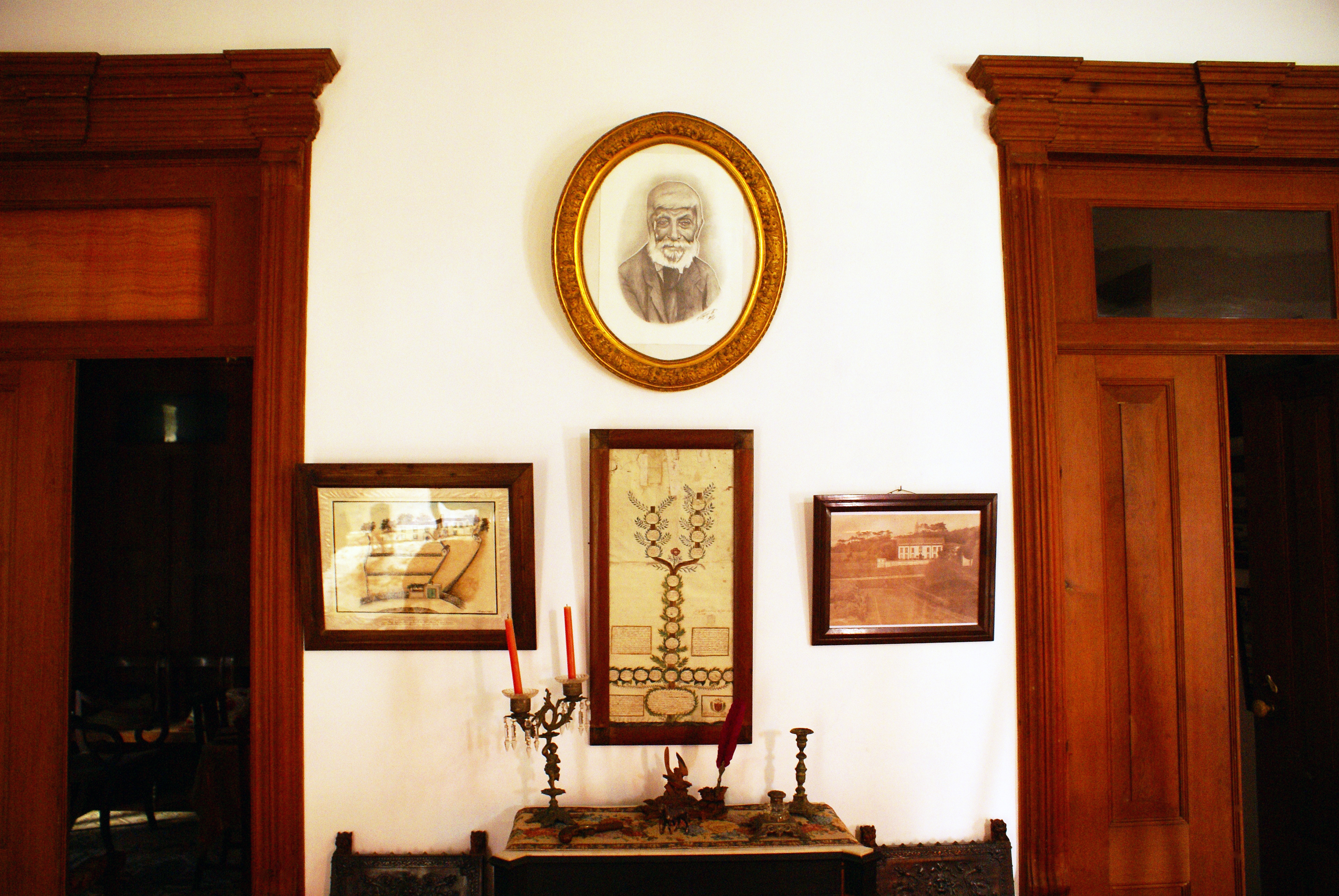
Desenho em destaque de João Inácio de Bettencourt Noronha elaborado pelo artista Aníbal Augusto Carvalho.

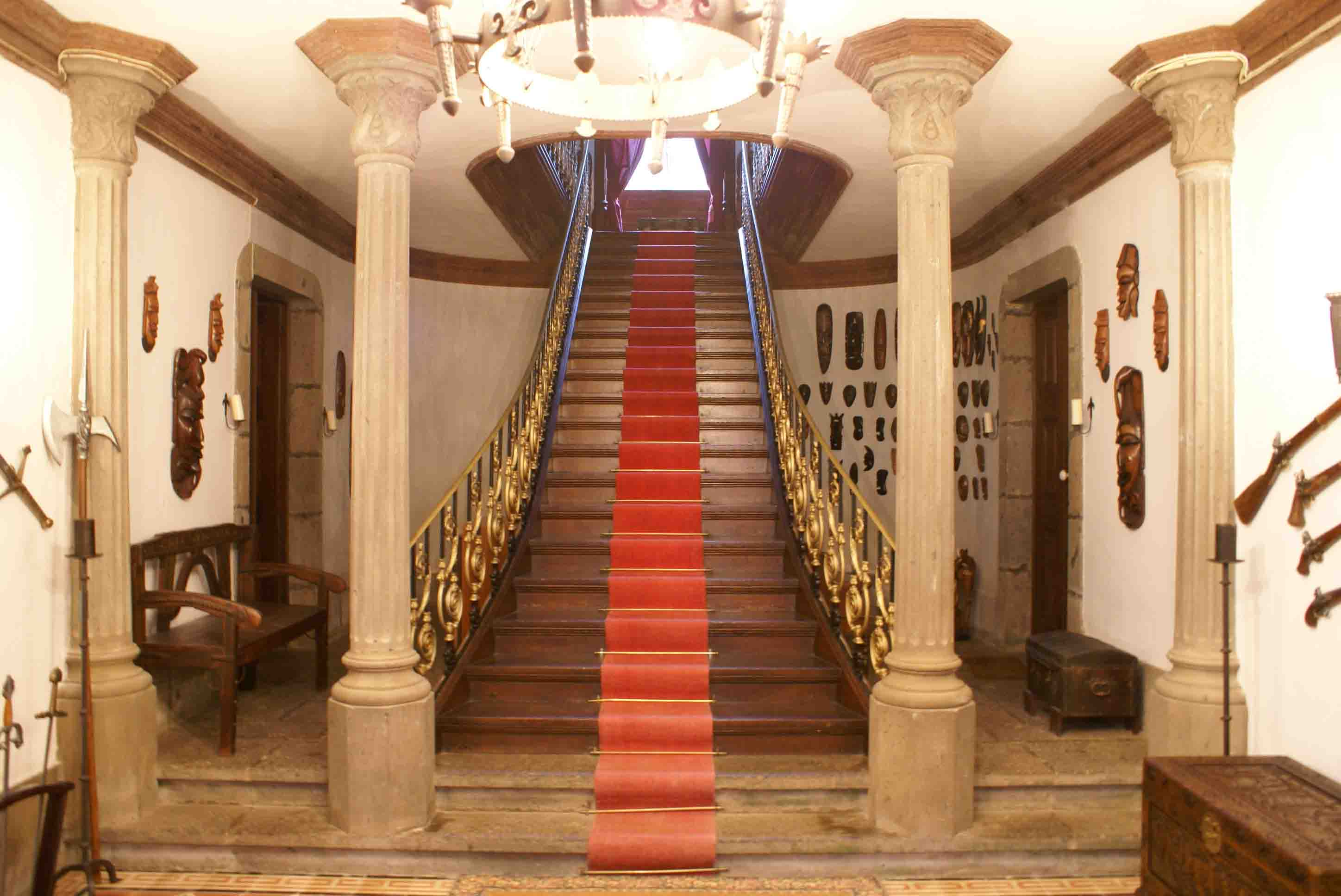
Villa Maria: saguão.

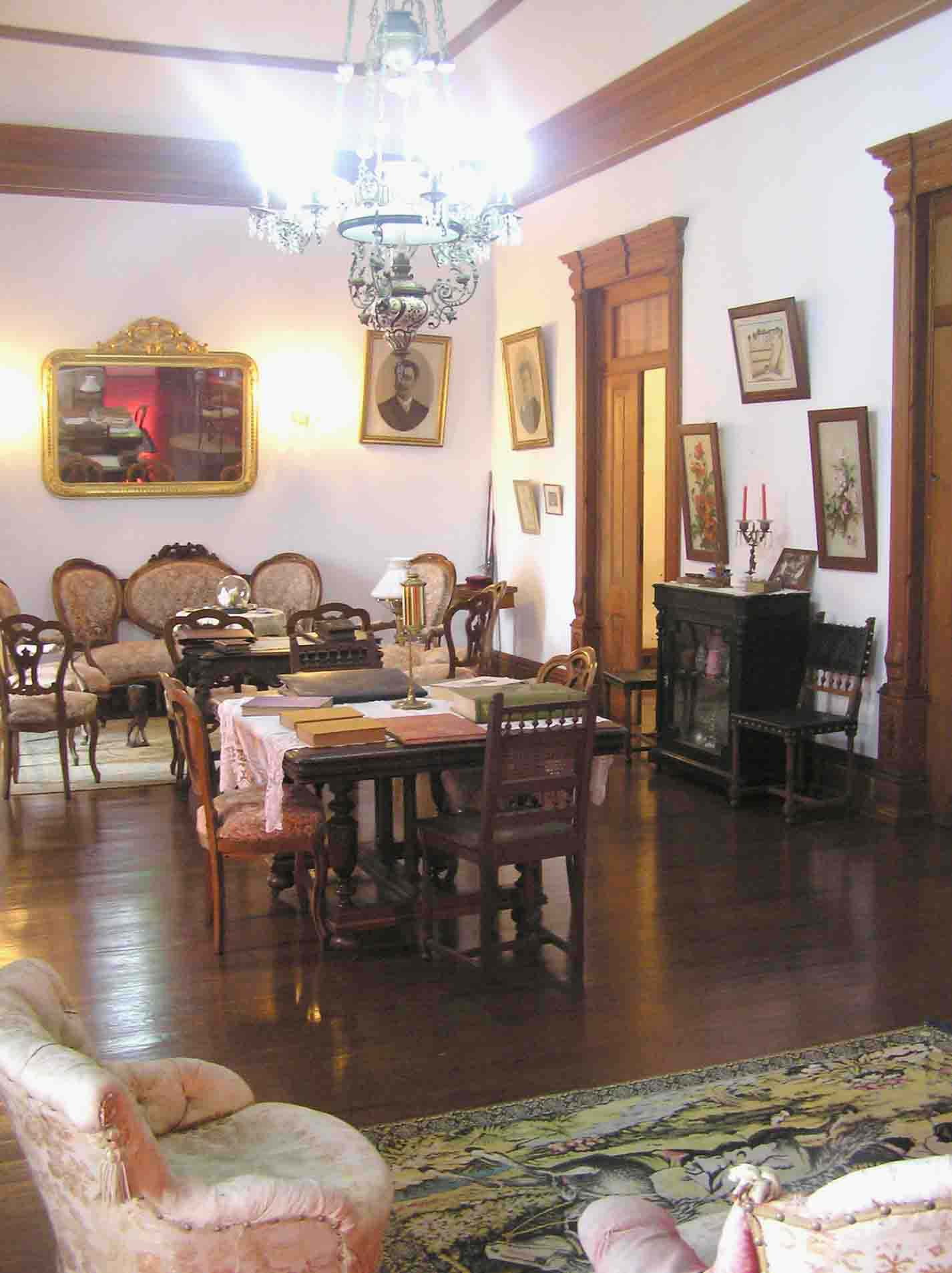
Villa Maria: salão nobre.

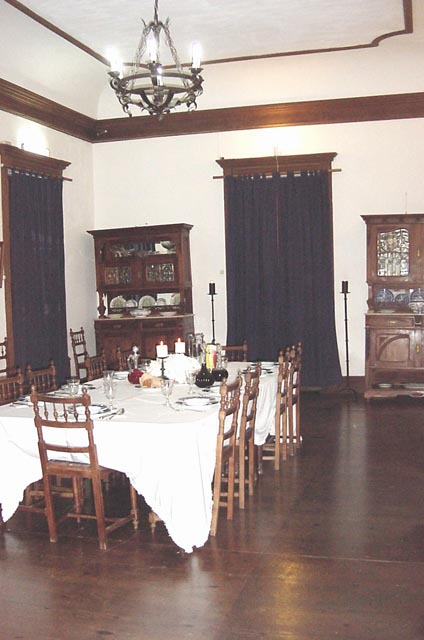
Villa Maria: sala de jantar.

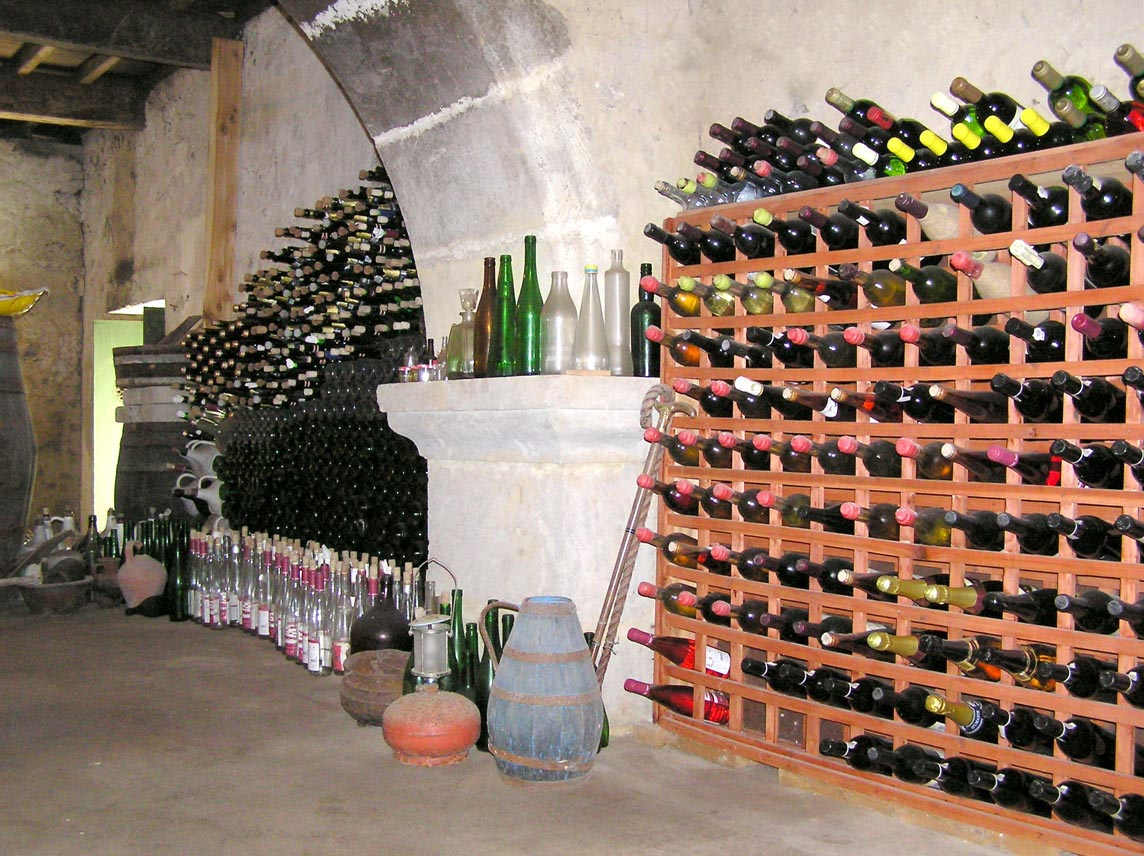
Villa Maria: adega.

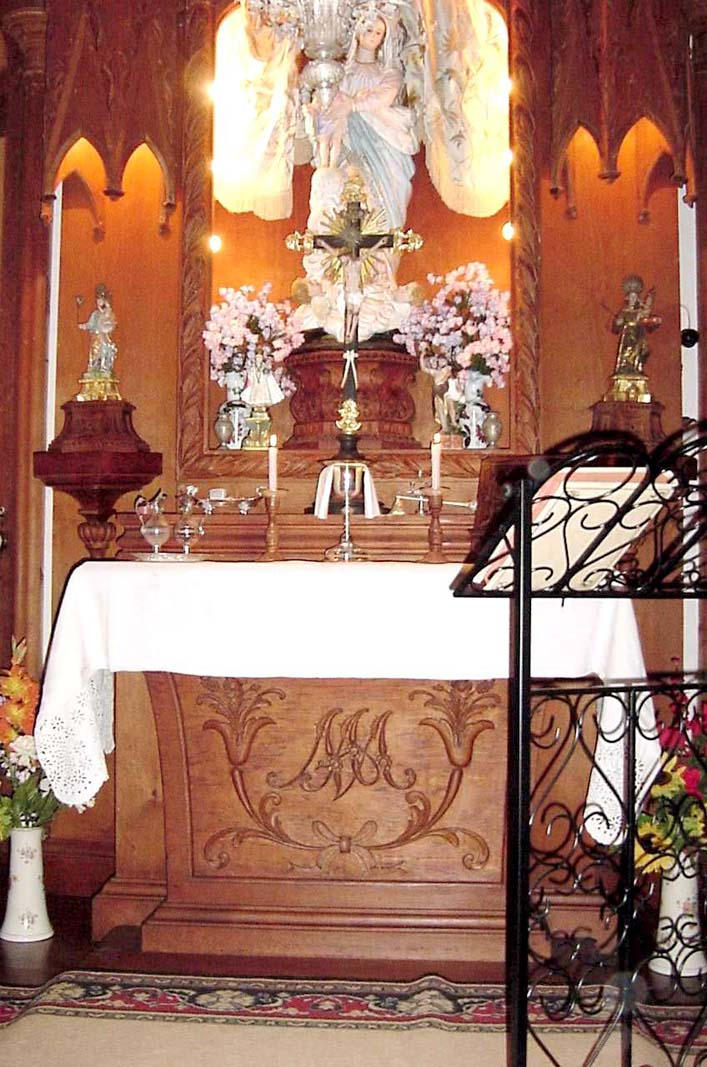
Villa Maria: detalhe do altar na Capela de Nossa Senhora das Vitórias.

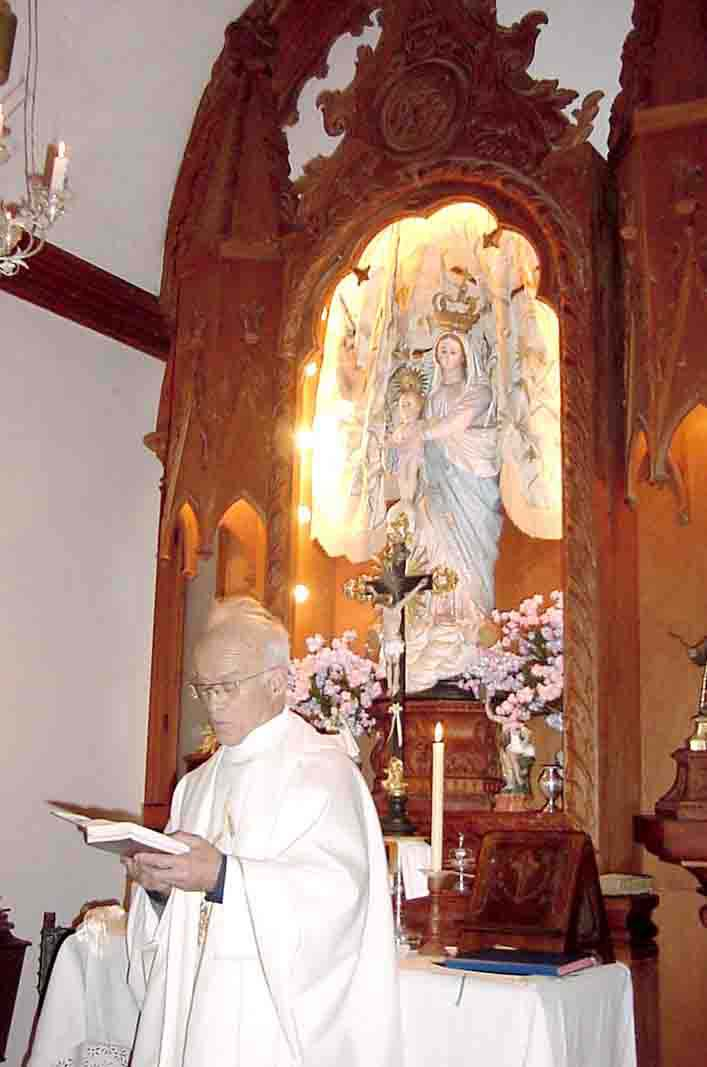
Villa Maria: o Cónego e Monsenhor Francisco Caetano Tomás oficiando na Capela.

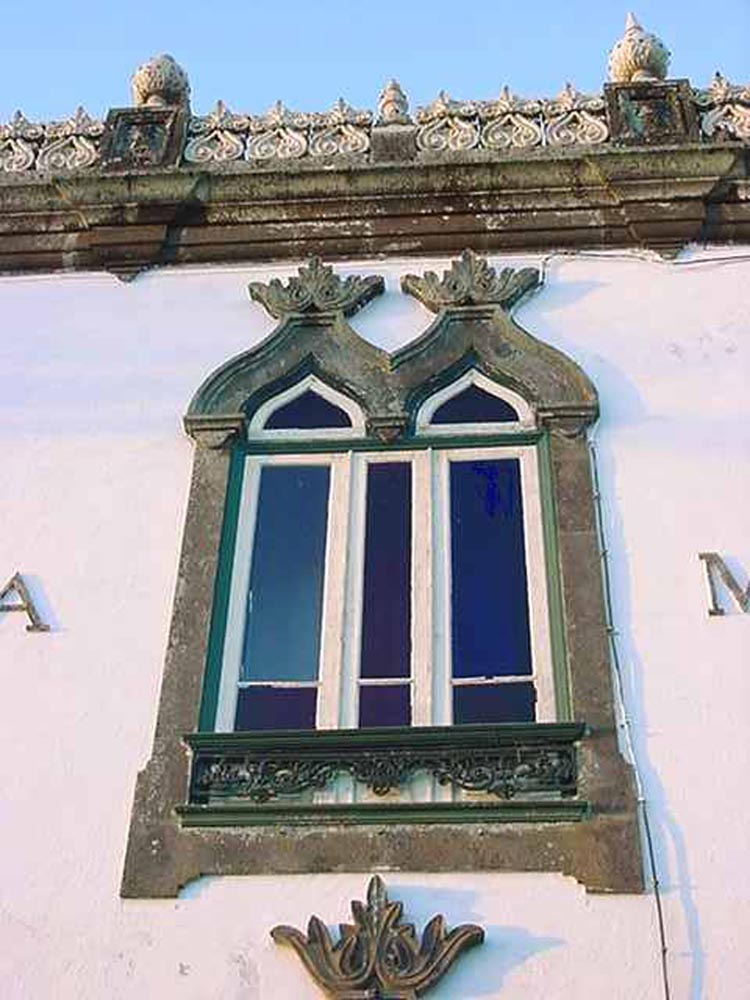
Villa Maria: exterior da Capela.

A Villa Maria localiza-se junto à orla costeira, anexa à Baía de Villa Maria, no concelho de Angra do Heroísmo, na Ilha Terceira, nos Açores.

## Origens
Trata-se de uma propriedade da família Noronha, que foi residência de José Pimentel Homem de Noronha, casado com Maria Adelaide Barcelos Machado de Bettencourt, filha Francisco de Paula de Barcelos Machado de Bettencourt vogal da Comissão Distrital de Junta Geral do Distrito de Angra do Heroísmo, senhor e herdeiro da casa vincular e morgadio que os seus antepassados tinham instituído na ilha Terceira e foi batizado na Igreja da Sé, freguesia da Sé, concelho de Angra do Heroísmo. Pessoa que esteve desde sempre ligado à aristocracia da ilha Terceira e que foi um grande latifundiário na mesma ilha com terras principalmente na zona dos Cinco Picos, incluindo a área geográfica onde se situa a Lagoa do Ginjal.
Nas suas terras, no cimo de uma elevação, ao norte da planície da Achada mandou construir a Ermida de Santo Antão, que ficou concluída em 1897 que manteve à sua custa. Era dedicada a Santo Antão o protetor dos animais e a Santo Isidro.
O José Pimentel Homem de Noronha foi pai de Alberto de Barcelos e Noronha casado com uma da mulheres mais ricas da ilha de São Jorge, Ambrosina Beatriz da Silveira Noronha, e governador civil do Distrito de Angra do Heroísmo, no período de 1893 a 1895 e padrinho de batismo do Régulo de Fumó, Roberto Frederico Zichacha, filho Ngungunhane, último monarca da Dinastia Jamine e último imperador do Império de Gaza, no território que actualmente é Moçambique.
Do casamento acima referido viriam a nascer quatro filhos, sendo que somente dois chegaram á idade adulta, Carlos Alberto da Silveira Moniz do Canto e Noronha e José Orlando Moniz do Canto e Noronha.

## História
Esta propriedade antes de ter sido a residência de José Pimentel foi a residência de seu pai o morgado João Inácio de Bettencourt Noronha, pelo período estimado de 1840 até 8 de janeiro de 1908, data em que faleceu nesta mesma propriedade.
João Inácio de Bettencourt Noronha, nasceu na localidade do Topo, atual concelho da Calheta, ilha de São Jorge, em 9 de fevereiro de 1820, desconhecendo-se a data exata em que passou a viver definitivamente no solar, embora o tenha feito para os fins da sua vida, altura em que repartia o tempo entre a casa senhorial que possuía na Terra Chã, a Quinta de Santa Luzia, cuja data da primitiva construção recua a 1602 e esta propriedade que ocupava principalmente no Verão, dada a sua situação junto à costa.
Será da sua autoria a idealização do solar atualmente existente, e quem adquiriu os terrenos de uma propriedade datada da casa de 1502, que depois de adaptada daria origem à atualmente existente.
A propriedade inicia assim a sua história como tendo pertencido a um arcediago da cúria do Bispado da Diocese Angra do Heroísmo, até ser adquirida pelo referido João Inácio Bettencourt de Noronha.
Nela destaca-se o solar, que possui cinco séculos de história em sua parte mais antiga. São testemunhos deste período não apenas uma antiga iconografia onde se encontram figuradas a propriedade e a casa originais, mas também uma antiga epigrafia com a data de 1502, recuperada durante trabalhos de manutenção sobre a porta da atual adega que, à época, poderia ter assinalado a entrada principal.
O solar foi ampliado por volta de 1700, com o adquirir da propriedade ao seu antigo proprietário por João Inácio Noronha, descendente dos membros da família Noronha, família essa que chegou aos Açores na pessoa de D. Luísa de Noronha, filha de Pedro Ponce de Leão e de D. Helena de Noronha, no século XVI e casada com Heitor Homem da Costa, fidalgo da Casa Real, cavaleiro da Ordem de Cristo e senhor de uma tença anual de 20$000 reis, por mercê de Filipe II de Espanha datada de 1589, e herdeiro da casa e morgadio de seus pais e avós, e da de seu tio, João Homem da Costa. O seu bisavô foi Heitor Anes Homem, pai do 1º capitão donatário da vila da Praia, e fundador da vila de Angra, actual cidade de Angra do Heroísmo, Álvaro Martins Homem.

## Características
Esta propriedade é acedida a partir da via pública por um portão de ferro, percorrendo-se um caminho com cerca de 81 metros. A fachada principal, voltada a Sul, para o mar, é rasgada por uma portada ao centro e por quatorze janelas, em cantaria de pedra metamórfica.
A primitiva edificação apresentava dois pavimentos. O piso superior, primitivamente dividido em quartos, constitui-se atualmente num salão, transformado em sala de jantar iluminado por quatro janelas voltadas para o mar, e, na parte traseira, por mais duas, abertas para a propriedade, rodeadas por cantarias de rocha metamórfica de cor cinza.
Saindo desta sala para outra com acesso ao escritório, comunica-se com o exterior por uma porta, que abre para um terraço superior com varanda onde é aproveitada a água para uma cisterna para uso nos dias de Verão.
O sobrado é sustentado por traves de madeira de cedro, que pousam sobre as cantarias das paredes laterais e numa arcada em estilo românico, que definem, no pavimento inferior, uma adega de duas divisões que se prolonga por debaixo da parte da casa erguida no Século XVIII.
Na casa do Século XVIII, a porta central dá acesso a um saguão que abre para os dois lados do andar de baixo, tendo ao centro uma escadaria de acesso ao andar nobre. Estas escadas são ladeada por colunas de pedra trabalhada onde se mistura o Estilo românico com o Rococó na parte superior de cada uma das referidas colunas.
Os azulejos do chão do saguão, tão antigos como a casa são uma mostra da antiga azulejaria portuguesa, sendo que a cor dos desenhos dos mesmos varia entre o branco, o preto e o vermelho tijolo.
As portas laterais, são rodeadas por cantarias trabalhadas num arco leve ao princípio que depois se vai fechando até ser rematado numa ogiva que o estilo faz lembrar o árabe.
As restantes portas apresentam uma cantaria simples e dão acesso às laterais da casa, antigas áreas de serviço e a uma despensa e arrecadação onde se guardavam os produtos agrícolas da quinta.
No cimo das escadas encontra-se uma abertura em círculo onde se abrem 3 portas. A central, em vidro engastado em pinho resinoso, dá acesso a um corredor central ondulado que permite uma distribuição pelas divisões. As outras duas portas, abrem-se cada uma para uma sala, dando acesso às laterais da casa.
Por uma questão de ordem, começando pelo nascente, acede-se pela parte de 1502.
A adega ocupa todo o rés-do-chão da casa de 500 e está dividida em dois compartimentos: O primeiro, onde em tempos idos existiam os lagares e se fazia o tratamento das uvas para se fazerem os vinhos que foram afamados, destacando-se os vinhos brancos, moscatéis, e alguns tintos. Mais recentemente foi aqui produzida aguardente de nêspera que era vendida no mercado local. Esta é detentora de 2 lagares onde as uvas esmagadas eram deixadas a adquirir cor e a fermentar, criando o vinho mosto.
Atualmente (2012), ainda se encontram nas paredes os vãos e os nichos dos mecanismos das prensas de uvas.
Nesta adega, e passando por uma porta rodeada de cantarias, passa-se, subindo alguns degraus de pedra para outra sala onde o vinho era guardado em tonéis, alguns com mais de 960 litros de capacidade e de que ainda existem alguns exemplares.
O vinho era aqui guardado em câmara escura e a uma temperatura constante onde envelhecia até adquirir a idade e o corpo necessário para ser engarrafado e de novo guardado em garrafeiras até que finalmente chegasse a altura de ser comercializado.
É de mencionar que as uvas com que este vinho era feito eram produzidas na Quinta de Villa Maria, na Fajã de São João e na Urzelina, estas duas últimas localidades, da ilha de São Jorge, onde os donos tinham propriedades, sendo que no caso da Urzelina algumas se localizavam no sitio dos Casteletes, local onde se encontra a Ermida do Senhor Jesus da Boa Morte.
Esta parte da adega é encastrada na casa de 500, ficando por debaixo dela e lateral à segunda parte da casa construída por volta de 1700, funcionando como uma cave para os vinhos repousarem.
Na sala de jantar em que foi transformado o andar superior da casa de 500, quando foi edificada a casa de 1700, é possível encontrar uma mobília com vários estilos onde se destacam os armários de madeira, e a mesa central na sala. Trata-se de uma sala ampla onde as janelas são encastradas em madeiras. O tecto desta sala exibe um lustro com data desconhecida que pende de um florão num tecto branco.
Passando da sala de jantar à cozinha que também faz parte de casa de 1502, encontra-se uma divisão, praticamente toda em pedra, com saída para a rua e para a quinta. Esta é dotada de um forno de lenha onde nos velhos tempos se secava o milho e se cozinhava.
Os armários contemporâneos da construção de 1700, encontram-se embutidos na parede, e elevam-se quase a três metros e guardam os utensílios que nesta divisão se usam.
A chaminé de mãos postas dá saída aos fumos e separa a parte da cozinha propriamente dita do resto da cozinha por uma arcada em pedra.
Junto à chaminé, e para dar água, não só ao lava louça de 1502, mas aos restantes usos da cozinha, encontra-se embutido na parede um tanque que retêm a água da chuva. Este tanque era dotado por um sistema de transporte de água, que quando cheio, levava a água excedentária para a cisterna por um sistema de calhas, que seguia via chaminé, por cima da pedra mestra do tecto da dispensa até à referida cisterna, a cerca de 20 metros de distância.
Á despensa, igualmente em pedra e que fornece esta cozinha, tem-se acesso por uma porta em arco, quase camuflada entre um canto da cozinha e o armário.
A capela é acedida por duas portas em ogiva a partir do corredor central e é dedicada a Nossa Senhora das Vitórias, estando devidamente registada e autorizada pela diocese de Angra do Heroísmo desde o Século XVIII, cerca de 1700.
Esta capela guarda os paramentos necessários à sua atividade. Aqui já se rezaram missas e se fez casamentos. No ano de 2006 foi realizado um baptizado e um crisma em que foi o oficiante o cónego Francisco Caetano Tomás.
É aqui de destacar a imagem de Nossa Senhora das Vitórias esculpida em madeira e datando do século XVIII, o livro de missa escrito em latim e outros paramentos utilizados nos oficios religiosos.
A referida imagem de Nossa Senhora das Vitórias, encontra-se num altar de madeira, ornamentado a toda a volta por madeira de flandres, trabalhada com motivos florais, destacando-se as flores e as folhas, por entre ramos entrelaçados. A madeira não é policromada ou de talha dourada, pelo que mantem a sua cor.
A janela destaca-se pelos seus três vidros policromados, em azul, vermelho e verde, que recortando-se em redor das cantarias procuram dar uma ideia de vitral.
O salão nobre, a maior sala da casa é iluminado por um total de 5 janelas, duas que se abrem a sul e ao mar e 3 que se abrem a poente e às terras de cultivo, aqui destaca-se a mobília composta por vários estilos e o lustro.
Na rua, e por cima da porta da entrada é de destacar o florão de pedra que dá à entrada um toque muito próprio e a janela da capela, por cima da porta de entrada, em pedra trabalhada.
Esta propriedade e os seus donos estão profundamente ligados à Ilha de São Jorge, onde eram proprietários de terras, nomeadamente no concelho da Calheta (Açores), no antigo concelho do Topo, e no concelho das Velas, neste caso, na localidade de Urzelina, onde era produzido o conhecido vinho da Casta Terrantez.
Também possuíam propriedades na Ilha Terceira, onde terão chegado, no século XVI, na pessoa de D. Luísa de Noronha, filha de Pedro Ponce de Leão e de D. Helena de Noronha, e que foi desposada por Heitor Homem da Costa, fidalgo da Casa Real, cavaleiro da Ordem de Cristo e senhor de uma tença anual de 20$000 reis, por mercê de Filipe II de Espanha datada de 1589, e herdeiro da casa e morgado de seus pais e avós, e da de seu tio, João Homem da Costa. O seu bisavô foi Heitor Anes Homem, pai do 1º capitão donatário da vila da Praia, e fundador da vila de Angra, actual cidade de Angra do Heroísmo, Álvaro Martins Homem.

## A quinta
A área agrícola que rodeava esta casa, foi em tempos idos de uma extensão apreciável, estendendo-se desde a orla marítima a sul, até á localidade de São Carlos, a norte.
A fragmentação desta propriedade iniciou-se cerca de 1863, já que neste ano foi decretado o fim dos morgadios por carta datada de 19 de maio e assinada pelo rei D. Luís I de Portugal. Assim, e com a morte do último morgado, João Inácio de Bettencourt Noronha, em 8 de janeiro de 1908, inicia-se a divisão da propriedade pelos herdeiros existentes.
Dada a sua localização junto ao mar é possível observar aqui um apreciável número de espécies ao longo de todo o ano, destacando-se:

## Faunaefloraresidente e observável
- Laurus azorica
- Salgueiro
- Erva moira
- Aboboreira (Tropaeolaceae) Tropaeolaceae
- Cana-do-reino Arundo donax
- Erva-leiteira Euphorbiaceae
- Coucelos Umbilicus rupestris
- Tolpis azorica Asteraceae
- Bracel-da-rocha Festuca petrea (Planta endémica dos Açores)
- Perrexil-do-mar Crithmum maritimum (Planta endémica dos Açores)
- Urze
- Cenoura brava ou Salsa-burra Daucus carota
- Trinchal Plantaginaceae
- Cyrtomium falcatum Dryopteridaceae

## Aves observáveis
- Gaivota, (Larídeos)

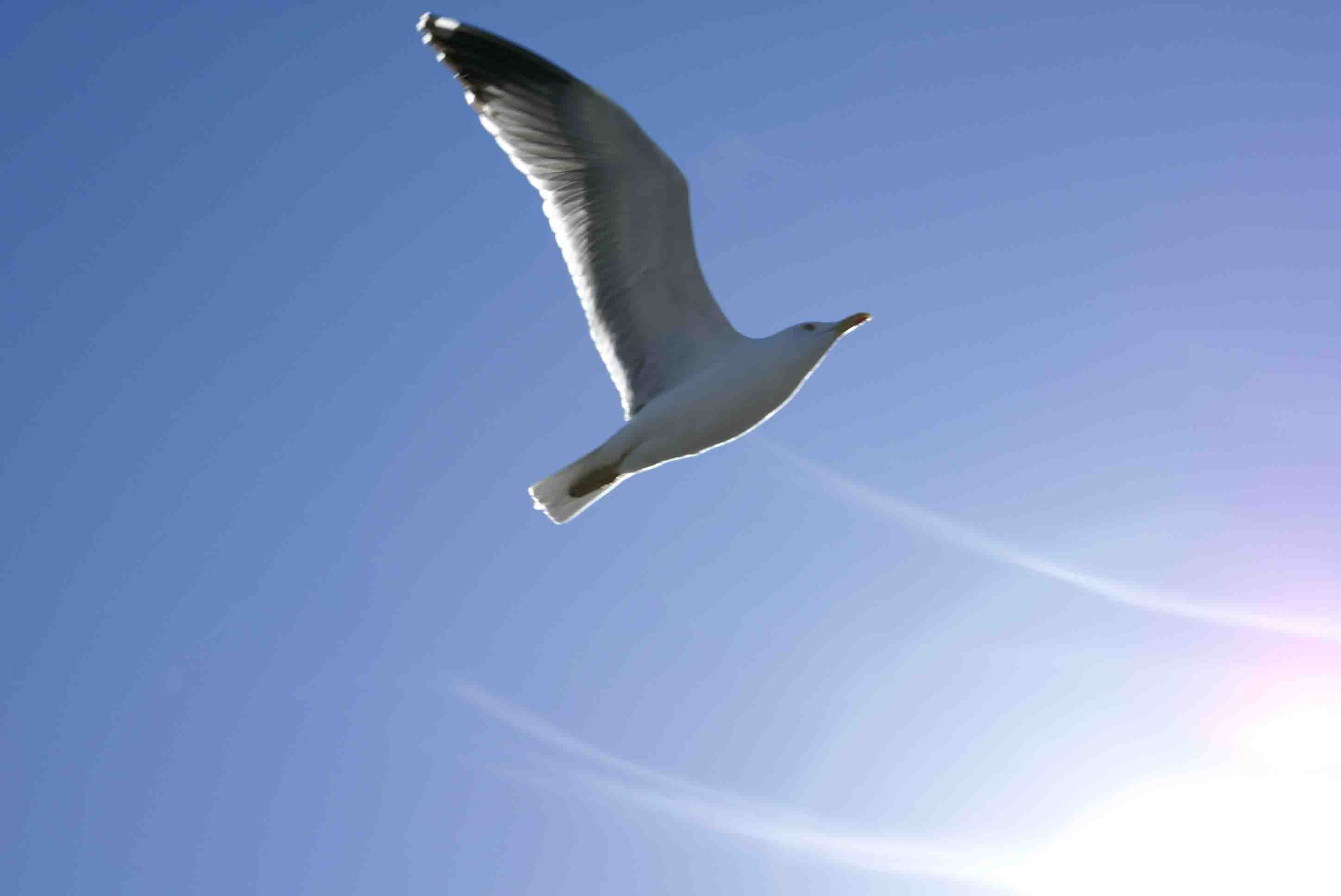
Gaivota - Larídeos.

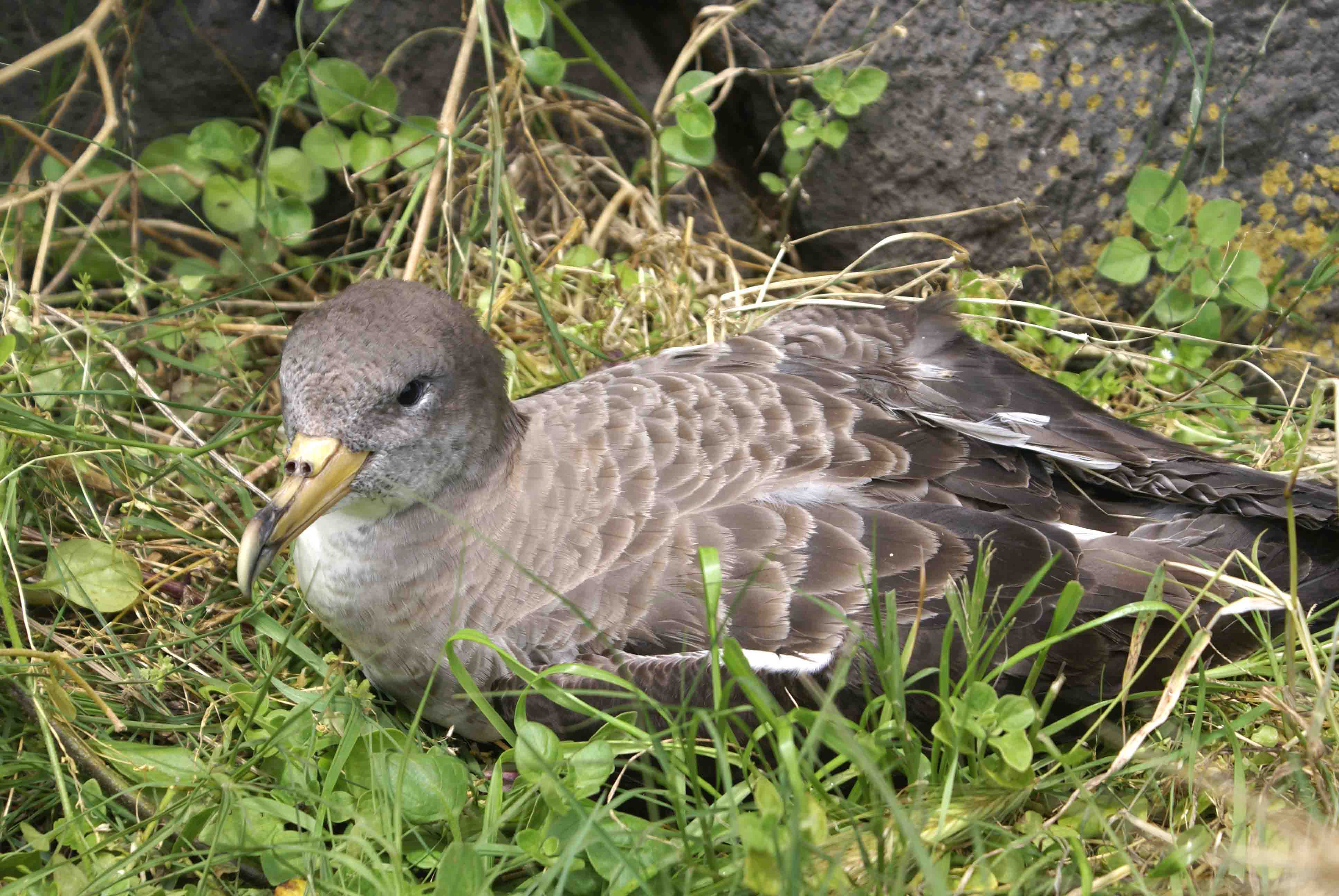
Cagarro - Calonectris diomedea borealis.

- Cagarro (Calonectris diomedea borealis),
- Milhafre (Buteo buteo rothschildi)
- Pombo-comum (Columba livia)
- Pombo-torcaz-dos-Açores (Columba palumbus azorica)
- Pardal-comum (Passer domesticus)
- Lavandeira
- Melro-preto (Turdus merula)
- Estorninho-comum (Sturnus vulgaris)
- Toutinegra-de-barrete-preto (Sylvia atricapilla)
- Tentilhão (Fringilla coelebs moreletti)
- Garajau-rosado (Sterna dougallii),
- Garajau-comum (Sterna hirundo)
- Anas crecca - (Marrequinho)